# Mickalene Thomas
Mickalene Thomas (Camden, Nueva Jersey, 28 de enero de 1971) es una artista visual afroamericana contemporánea, más conocida como pintora de obras complejas con pedrería, acrílico y esmalte. Su trabajo de collage se inspira en historias y movimientos artísticos populares, como el impresionismo, el cubismo, el dadaísmo y  el Renacimiento de Harlem. Su obra se basa en la historia del arte occidental, el arte pop y la cultura visual para examinar las ideas en torno a la feminidad, belleza, raza, sexualidad y género.

## Infancia y educación
Mickalene Thomas nació el 28 de enero de 1971 en Camden, Nueva Jersey. Creció en Hillside y East Orange. Fue criada por su madre Sandra "Mama Bush" Bushcon que con su 1,90 de altura, ejerció de modelo en la década de 1970. Ella y su hermano se iniciaron en el arte inscribiéndose en programas extraescolares en el Museo de Newark y en el Henry Street Settlement en Nueva York. Su madre los educó como budistas. De adolescente, ella y su madre tuvieron una relación muy íntima y agotadora debido a la adicción de sus padres a las drogas y a que Thomas se enfrentaba a su sexualidad, lo que documentó en el cortometraje Happy Birthday to a Beautiful Woman: A Portrait of My Mother.
Vivió y estudió en Portland, Oregón, desde mediados de los 80 hasta principios de los 90, estudiando pre-derecho y artes escénicas. Thomas recibió su BFA del Pratt Institute en 2000 y su MFA de Yale School of Art en 2002. Participó en un programa de residencia en el Studio Museum de Harlem, Nueva York, de 2000 a 2003. También participó en una residencia en Giverny (Francia) en el Programa de Artistas Munn de la Fundación Versailles. Actualmente vive y trabaja en Brooklyn, NY.

## Vida personal
Thomas es una lesbiana declarada. Su pareja y actual colaboradora es Racquel Chevremont. Con Racquel fundó The Josie Club, una red de apoyo para artistas femeninas queer de color a las que ayuda, apoya, recaudando fondos y patrocinando su trabajo.

## Obras de arte, estilo e influencias

Left Behind 2 Again de Mickalene Thomas, 2012, Museo de Arte de Honolulu

Al comienzo de su carrera, se vio inmersa en la creciente cultura DIY de artistas y músicos, lo que la llevó a comenzar su propia obra. Señaló que cuando se convirtió en artista, la moda siempre estuvo "en mi mente" como fuente de inspiración. Le influyeron Jacob Lawrence, William H. Johnson y Romare Bearden Lo más influyente para ella fue el trabajo de Carrie Mae Weems, especialmente su serie Kitchen Table y Ain't Jokin, que formaron parte de una retrospectiva celebrada en el Museo de Arte de Portland en 1994. Describe el encuentro de esta manera: "Fue la primera vez que vi una obra de una artista afroamericana que me reflejaba a mí misma y apelaba a una familiaridad con la dinámica familiar y el sexo y el género". El trabajo de Weems no solo jugó un papel en la decisión de Mickalene Thomas de cambiar de estudios y solicitar el ingreso en el Instituto Pratt en Nueva York, sino también de utilizar su experiencia y convertirla en arte. Thomas también ha declarado que Faith Ringgold brindó una fuerte influencia para establecer su camino.
Sus representaciones de mujeres afroamericanas exploran las nociones de celebridad e identidad, al tiempo que abordan la representación de la feminidad y el poder negros. Los sujetos de los cuadros y collages de Thomas, que se inspiran en el género de la Blaxploitation de los años 70, irradian sexualidad, lo que algunos interpretan como una sátira de los tropos misóginos y racistas de los medios de comunicación, incluidas las películas y la música asociadas al género de la Blaxploitation. Las mujeres en poses provocativas dominan el plano de la imagen y están rodeadas de patrones decorativos inspirados en su infancia como en Left Behind 2 Again de 2012, en la colección del Museo de Arte de Honolulu. Sus modelos suelen ser mujeres conocidas como Eartha Kitt, Whitney Houston, Oprah Winfrey y Condoleezza Rice. Su retrato de Michelle Obama fue el primer retrato individual hecho de la primera dama y se exhibió en la exposición Americans Now de la National Portrait Gallery.
En su exposición individual de 2017 "Mentores, musas y celebridades" en el Museo de Arte Contemporáneo de St. Louis (CAM), creó instalaciones multimedia que centraron a las mujeres negras en los arcos narrativos de sus propias historias. Según la crítica de arte Rikki Byrd: "Al posicionar a las mujeres negras (artistas, actrices, personajes y su propia familia) como mentoras y musas, y como figuras heroicas en un linaje propio, Thomas anula las narrativas opresivas".
Los muchos años que Thomas ha pasado estudiando historia del arte, pintura de retratos, pintura de paisajes y bodegones han influido en su trabajo. Se ha inspirado en múltiples períodos artísticos e influencias culturales a lo largo de la historia del arte occidental, en particular los primeros modernistas como Jean-Auguste-Dominique Ingres, Pablo Picasso, Henri Matisse y Édouard Manet, así como influencias más contemporáneas como Romare Bearden y Pam Grier. Modela sus figuras a partir de las poses clásicas y los escenarios abstractos popularizados por estos artistas modernos como forma de reclamar la capacidad de acción de las mujeres, que han sido representadas como objetos que hay que desear o subyugar.
Es conocida por sus elaboradas pinturas de medios mixtos compuestas de pedrería, acrílico y esmalte que presentan una "visión compleja de lo que significa ser mujer y amplía las definiciones comunes de belleza". La pedrería sirve como una capa de significado añadida y una metáfora del artificio. La pedrería acentúa elementos específicos de cada cuadro, a la vez que confronta sutilmente nuestras suposiciones sobre lo que es femenino y lo que define a una mujer, específicamente a las mujeres negras. Según el Financial Times, "Proclamar su propia visibilidad y la de otras mujeres de color es el núcleo de la práctica de Thomas, que inserta el cuerpo femenino negro en la historia del arte colocando a sus musas en poses y escenarios icónicos". Thomas y los comisarios de su obra consideran que la condición de lesbiana negra de ella es parte de lo que hace que su mirada se diferencie de la de los artistas masculinos blancos de la historia.
Los sujetos de Thomas son prácticamente siempre mujeres de color; un medio para retratar y empoderar a las mujeres y celebrar su cultura y belleza, a veces incorporándolas en pinturas occidentales icónicas. Como miembro e inspirado por el movimiento Post-Black Art, su trabajo redefine las percepciones de raza, género y sexualidad. difumina la distinción entre objeto y sujeto, concreto y abstracto, real e imaginario. Sus modelos a menudo miran directamente al espectador, desafiando el dominio de la mirada masculina en el arte. Esta representación asertiva indica que las modelos se sienten cómodas consigo mismas, desafiando así el estereotipo de la mujer silenciosa e inferior objetivada por la mirada del espectador. Además, decisiones aparentemente insignificantes (como no alisar el pelo de las figuras) tienen el importante efecto de alentar a las mujeres de color a aceptarse tal como son y no ajustarse a una determinada ideología de belleza impuesta por la sociedad.
El trabajo de Thomas también se distingue por poner en primer plano la identidad queer; ella es una mujer de queer de color que representa a las mujeres de color de una manera que enfatiza su agencia y belleza erótica. Al enfatizar la llamativa presencia y sensualidad de las mujeres junto con sus miradas asertivas, Thomas empodera a estos sujetos, representándolos como mujeres resistentes e impresionantes que llaman la atención del espectador. Los modelos tienen el control y el poder de la mirada, y cuando este intercambio es entre mujeres, subvierte el dominio tradicional de la mirada masculina en el arte y la cultura visual. La identidad queer de Thomas se destaca, por ejemplo, en su edición de pintura e impresión titulada Sleep: Deux femmes noires (2012 y 2013), en la que vemos dos cuerpos femeninos entrelazados en un abrazo, en un sofá, destacando así para su audiencia la feminidad, belleza y sexualidad de las mujeres amantes.
Ha colaborado con la casa de moda Dior en varias ocasiones. Incluyendo el diseño de bolsos y su propio diseño de la clásica Dior Bar Jacket.

### Le Déjeuner Sur l'Herbe: Les Trois Femmes Noires
Le déjeuner sur l'herbe: Les Trois Femmes Noires es una pintura creada por la artista visual afroamericana Mickalene Thomas. El título de la pintura se traduce del francés como El almuerzo sobre la hierba: Las tres mujeres negras. La pintura es una versión contemporánea de la pintura de Édouard Manet de 1863 titulada Le dejeuner sur l'herbe. La pieza de Thomas retrata a tres mujeres negras adornadas con colores intensos, ropa con estampados antiguos y cabello radiante estilo afro. El posicionamiento y la pose de las mujeres recuerdan a los sujetos de la pieza de Manet, pero las poderosas miradas de las tres mujeres están fijas en el espectador. Thomas creó la pintura, su obra más grande en ese momento, en 2010 después de recibir el encargo del Museo de Arte Moderno (MoMA) de la ciudad de Nueva York para crear una pieza de exhibición para la ventana de la calle 53 del restaurante The Modern del museo.

#### Descripción
Le déjeuner sur l'herbe: Les Trois Femmes Noires se creó en tres etapas. Primero, fotografió tres modelos en el jardín de esculturas del MoMA para hacer que la pieza fuera "específica del sitio". Luego, creó un collage usando la fotografía como material base y agregó otros elementos. Este collage ahora cuelga en el vestíbulo de la PS1, una extensión del MoMA en Queens que alberga obras de arte contemporáneas no convencionales. La tercera versión, pintada, se basaba en la fotografía original, pero estaba compuesta por segmentos pintados a modo de collage sobre paneles de madera, y se había realizado con acrílico, óleo, esmalte y pedrería.
El cuadro mide 3 metros de alto y 24 de ancho. Thomas ha declarado que eligió el enorme tamaño del cuadro para "ocupar espacio" física y simbólicamente en espacios tradicionalmente dominados por artistas masculinos blancos. La instalación original del cuadro estaba en el escaparate de The Modern, el famoso restaurante del MoMA. Mientras se exhibía aquí, la pieza era visible todas las horas del día porque podía ser vista por los transeúntes en la calle; esta accesibilidad hizo de Le déjeuner sur l'herbe: Les Trois Femmes Noires la obra más pública de Thomas hasta el momento.
Los sujetos de la pintura son tres mujeres de color ricamente vestidas y adornadas con pedrería. Las modelos que son los sujetos de la fotografía original Le déjeuner sur l'herbe: Les Trois Femmes Noires son todas amigas de Thomas, lo cual es común en muchas de sus fotografías. Las tres mujeres están completamente vestidas, en comparación con los sujetos femeninos desnudos en la versión de la escena de Manet, con vestidos ricamente estampados que diseñó la propia Thomas, y se sientan sobre telas puestas en escena por los artistas. Thomas afirma que esta yuxtaposición de patrones sirve para representar la "amalgama de todas las cosas diferentes que somos como estadounidenses". Detrás de las mujeres, tanto en la fotografía como en el cuadro, se encuentra una escultura de Matisse que estaba situada detrás de las mujeres en el jardín de esculturas.

#### Influencias
Le déjeuner sur l'herbe: Les Trois Femmes Noires se basa inequívocamente en la pintura de Édouard Manet de 1863 Le Déjeuner sur l'herbe. La pieza de Manet, que suscitó una intensa polémica en el momento de su creación, muestra a dos mujeres desnudas sentadas cómodamente con dos hombres vestidos formalmente en un pícnic. Mientras una de las mujeres desnudas está agachada en el fondo, los otros tres sujetos descansan en primer plano. El sujeto femenino en primer plano está mirando hacia afuera, encontrándose con la mirada del espectador, mientras que los dos hombres a su lado miran casualmente a su alrededor.
En la versión de la pintura de Thomas, los tres sujetos en primer plano son todas mujeres de color que están completamente vestidas con vestidos coloridos con patrones que recuerdan a la década de 1970, y las miradas de las tres mujeres confrontan al espectador. La mujer en el fondo de la escena de Manet está representada en la pieza de Thomas por una escultura de Matisse frente a la cual colocó a las modelos en la fotografía tomada en el jardín de esculturas del MoMA. Rendir homenaje a Matisse mediante el uso de su escultura como figura en su pieza no es anómalo para Thomas, ya que a menudo incluye alusiones al artista icónico en sus obras. Thomas ha citado a Romare Bearden como una influencia. Además de estas alusiones explícitas, Le déjeuner sur l'herbe: Les Trois Femmes Noires, junto con muchas de las otras piezas de Thomas, está inspirada en el dadaísmo, el cubismo y el Renacimiento de Harlem.

#### Respuesta
La mayoría de las respuestas críticas a Le déjeuner sur l'herbe: Les Trois Femmes Noires abordan la interacción de la pieza con las ideas posnegras y posfeministas .
El trabajo de Thomas ha recibido críticas comunes del arte posnegro que afirma que, a través de la representación abiertamente sensual de sus modelos, se deleita "con el brillante botín del éxito a expensas de un compromiso social significativo".
Los defensores de su trabajo, sin embargo, creen que su enfoque para representar a sus sujetos “refleja el cambio en el arte negro de la narrativa política didáctica a la sátira posnegra”.
Con respecto a la forma en que los sujetos se encuentran con la mirada del espectador, la conseervadora del Museo de Arte de Seattle, Catharina Manchanda, comentó: "estas mujeres están tan arraigadas y perfectamente cómodas en su propio espacio. . . Si bien es posible que los estemos mirando, también nos están evaluando".
El conservador del MoMA, Klaus Biesenbach, quien originalmente encargó la pintura para el escaparate de la calle 53, explicó que solicitó a Thomas en gran parte porque "su tratamiento de las superficies como capas complejas de material, laca, pedrería y pintura se corresponde con la naturaleza libidinosa de los contenidos que representa".
Desde la entrega original de esta pintura en la que la pieza se exhibió como una exhibición singular, Le déjeuner sur l'herbe: Les Trois Femmes Noires se ha incluido en una serie de exhibiciones en América del Norte, incluida la Galería de Arte de Ontario, el Museo de Arte de Seattle, y el Museo de Arte de Baltimore.

## Cine, música y videoarte
Además de sus pinturas, Thomas, con sede en Brooklyn, trabaja en los medios de la fotografía, el collage, el grabado, el videoarte, la escultura y el arte de instalación. Sus obras, en particular la serie Odalisque (2007), han sido interpretadas como "investigando la relación artista-modelo [...] pero desde una perspectiva actualizada de la intersubjetividad femenina y el deseo entre personas del mismo sexo". ( La Leçon d'amour, 2008) Ha replanteado temas y simbolismos de larga estirpe en el arte occidental en sus referencias a la representación odalisca de la mujer en escenarios exóticos. Experimentó con imágenes institucionales en FBI/Serial Portraits (2008), basada en fotografías policiales de mujeres afroamericanas. En 2012, Mickalene Thomas: Origin of the Universe, su primera gran exposición individual en un museo, se inauguró en el Museo de Arte de Santa Mónica y viajó al Museo de Brooklyn. Esta muestra, cuyo título hace referencia a la pintura L'Origine du monde de Gustave Courbet de 1866, mostró una serie de retratos, paisajes e interiores recientes.
Ha colaborado con la música Solange, creando la portada de su EP True de 2013. La portada comenzaba como un retrato de Solange encargado por la propia artista. Thomas y Solange también colaboraron en un tráiler del video musical de la canción " Losing You ".
Su cortometraje Happy Birthday to a Beautiful Woman, creado para su exposición en el Museo de Brooklyn, trata sobre Sandra Bush, su madre y musa desde hace mucho tiempo. En él, Sandra habla sobre carreras, relaciones, belleza y su enfermedad fatal. La película hizo su debut televisivo en HBO el 24 de febrero de 2014 y se ha emitido regularmente desde entonces.

## Reconocimientos
Thomas ha recibido múltiples premios y becas, incluido el BOMB Magazine Honor (2015), MoCADA Artistic Advocacy Award (2015), AICA-USA Best Show in a Commercial Space Nationally, First Place (2014), Anonymous Was A Woman Grant (2013 ), Premio del Público: Cortometraje Favorito, Segundo Festival Anual de Cine Black Star (2013), Premio Asher B. Durand del Museo de Brooklyn (2012), Premio Timehri al Liderazgo en las Artes (2010), Beca de la Fundación Joan Mitchell (2009), Pratt Institute Premio al Logro de Antiguos Alumnos (2009) y Beca para Artistas Emergentes de la Fundación Rema Hort Mann (2007).
Thomas ha realizado residencias en la Escuela de Pintura y Escultura Skowhegan, Madison, Maine (2013) (facultad residente); Programa de Artistas Munn de la Fundación de Versalles, Giverny, Francia (2011); Centro de Artes Anderson Ranch, Aspen, Colorado (2010); Museo Studio en Harlem (2003); Centro de estudios de Vermont, Johnson, Vermont (2001); y Yale Norfolk Summer of Music and Art, Norfolk, Connecticut (1999).
Está representada por Lehmann Maupin en Nueva York; Proyectos de Susanne Vielmetter Los Ángeles; Kavi Gupta en Chicago y Galerie Nathalie Obadia en París.

## Colecciones
El trabajo de Mickalene Thomas se encuentra en muchas colecciones, incluido el Museo 21c, el Museo de Arte Akron, el Museo de Arte Allen Memorial , el Instituto de Arte de Chicago, el Museo de Arte de Baltimore, el Museo de Arte de Boca Ratón, el Museo de Brooklyn, el Museo de Arte de Honolulu y el Centro Internacional de Fotografía., Instituto de Arte de Minneapolis, Musée des beaux-arts de Montréal, Museo de Bellas Artes de Boston, Museo de Arte Moderno, Galería Nacional de Retratos, Museo Nerman de Arte Contemporáneo, Biblioteca Pública de Nueva York, Academia de Bellas Artes de Pensilvania, Colección de la familia Rubell, Museo de Arte Moderno de San Francisco, Museo de Arte de Seattle, Museo de Arte Americano Smithsonian, Museo Solomon R. Guggenheim, Museo Studio en Harlem, Colección Taschen, Colección Mikki y Stanley Weithorn, Museo Whitney de Arte Americano, Colección West y Arte de la Universidad de Yale galería .